# Ekrem Bora
Ekrem Bora (7 de marzo de 1934 en Ankara – 1 de abril de 2012 en Estambul) fue un actor turco de cine y televisión que participó en aproximadamente 150 películas en su país, especialmente durante las décadas de 1960, 1970 y 1980. Su última aparición en la televisión turca se dio en la serie Makber, donde interpretó el papel de Yahya en 2009.

## Biografía
Tras finalizar sus estudios secundarios, Bora obtuvo un diploma en digitación y encuadernación. En 1953 ganó una competencia llamada "Sinema Artist", llevada a cabo por la revista de Sezai Solelli's Yıldız (Estrella). Bora hizo su debut cinematográfico en Alın Yazısı en 1955. Tras abandonar la actuación por dos años, regresó como actor principal en el filme Mavi Boncuk y a partir de entonces apareció en aproximadamente 150 películas en su país. Ganó en dos oportunidades el prestigioso premio Golden Orange entregado en el Festival Internacional de Cine de Antalya en la categoría de mejor actor; inicialmente en 1966 por su papel en Sürtük y de nuevo en 1991 por su desempeño en Soğuktu Ve Yağmur Çiseliyordu.

### Fallecimiento
El 1 de abril de 2012 el actor falleció en un hospital de Estambul, a los 78 años debido a un edema pulmonar. Fue enterrado en el Cementerio de Zincirlikuyu el 3 de abril de 2012.

## Filmografía

### Cine y televisión
| - 2009 - Makber (TV) - 2005 - Gümüs (TV) - 2004 - Yadigar (TV) - 2002 - Kumsaldaki izler (TV) - 2000 - Savunma (TV) - 1998 - Marziye (TV) - 1994 - Yumusak ten - 1990 - Soguktu ve yagmur çiseliyordu - 1988 - Yasak Ask - 1987 - Ihanetin Darbesi - 1987 - Temas - 1986 - Oglum Oglum - 1985 - Tapilacak kadin - 1983 - Bedel - 1981 - Söhretin Sonu - 1981 - Unutulmayanlar - 1979 - Askin Gözyasi - 1977 - Baskin - 1977 - Cennetin çocuklari - 1974 - Ayri Dünyalar - 1974 - Ayyas - 1974 - Çilginlar - 1974 - Sabikali - 1973 - Öksüzler - 1973 - Soyguncular - 1973 - Babalarin Günahi - 1973 - Dikiz aynasi - 1972 - Evlat - 1972 - Insafsizlar - 1972 - Yumurcak kücük sahit - 1972 - Kanli para - 1972 - Ayrilik - 1971 - Bir kadin kayboldu - 1971 - Emine - 1971 - Sezercik yavrum benim - 1970 - Aglayan melek - 1970 - Dikkat kan araniyor - 1970 - Firari asiklar - 1970 - Magrur kadin - 1970 - Mazi kalbimde yaradir - 1970 - Sürtük - 1969 - Aci yalan - 1969 - Ask yarisi - 1969 - Bir vefasiz yar için - 1969 - Günahini ödeyen adam - 1969 - Hüzünlü ask - 1969 - Sabrin sonu - 1969 - Sehir eskiyasi - 1968 - Aglayan bir ömür - 1968 - Alevli yillar - 1968 - Alnimin kara yazisi - 1968 - Arkadasimin aski - 1968 - Ask eski bir yalan - 1968 - Insan iki kere yasar - 1968 - Kader ayirsa bile - 1968 - Kadin severse - 1968 - Mazimdeki Kadin - 1968 - Tek kursun - 1968 - Yakilacak kitap - 1968 - Istanbul'da cümbüs var - 1968 - Üç sevdali kiz - 1968 - Kadin intikami - 1968 - Yagmur çiselerken - 1967 - Affet beni - 1967 - Aksam yildizi - 1967 - Aysecik - Canim annem - 1967 - Çildirtan dudaklar - 1967 - Demir yumruklu üçler - 1967 - Dördü de seviyordu - 1967 - Her zaman kalbimdesin | - 1967 - Kadin düsmani - 1967 - Kiralik kadin - 1967 - Ölümsüz kadin - 1967 - Silahlari ellerinde öldüler - 1967 - Söyleyin genç kizlara - 1967 - Türk komandolari - 1967 - Üvey ana - 1967 - Yasamak istiyorum - 1967 - Evlat ugruna - 1966 - Avare kiz - 1966 - Bir atesim yanarim - 1966 - Denizciler geliyor - 1966 - El kizi - 1966 - Günah çocugu - 1966 - Izmirin kavaklari: Çavdarli Murat - 1966 - Pembe kadin - 1966 - Seni Seviyorum - 1966 - Ümit sokagi - 1966 - Zehirli hayat - 1966 - Sevgilim artist olunca - 1966 - Soförün kizi - 1966 - Yildiz tepe - 1966 - Bozuk düzen - 1965 - Artik düsman degiliz - 1965 - Beles Osman - 1965 - Hülya - 1965 - Kamyon faresi - 1965 - Kara kedi - 1965 - Öfke daglari sardi - 1965 - Oglum oglum - 1965 - Seytanin Kurbani - 1965 - Sürtük - 1965 - Yasak cennet - 1964 - Akdeniz sarkisi - 1964 - Bitirimsin hanim abla - 1964 - Gözleri ömre bedel - 1964 - Günahsiz katiller - 1964 - Hizli Osman - 1964 - Kader kapiyi çaldi - 1964 - Kalbe vuran düsman - 1964 - Kara Memed - 1964 - Lekeli ask - 1964 - Plajda seviselim - 1964 - Yalniz degiliz - 1964 - Suçlular aramizda - 1964 - Hizli yasayanlar - 1964 - Aska susayanlar - 1963 - Aci ask - 1963 - Ask tomurcuklari - 1963 - Kin - 1963 - Ölüm bizi ayiramaz - 1963 - Safak bekcileri - 1962 - Aci hayat - 1962 - Bes Kardestiler - 1962 - Çifte kumrular - 1962 - Seni benden alamazlar - 1962 - Camp der Verdammten - 1961 - Inleyen daglar - 1961 - Kahraman üçler - 1960 - Ayse Kiz - 1960 - Divane - 1960 - Rüzgar Zehra - 1960 - Yesil köskün lambasi - 1959 - Kanundan kaçilmaz - 1959 - Üç kizin hikayesi - 1958 - Bir kadin tuzagi - 1958 - Mavi boncuk - 1958 - Tilki Leman - 1958 - Bana gönül baglama - 1956 - Alin yazisi |